# Ozodiceromya germana
Ozodiceromya germana är en tvåvingeart som först beskrevs av Walker 1848.  Ozodiceromya germana ingår i släktet Ozodiceromya och familjen stilettflugor. Inga underarter finns listade i Catalogue of Life.